# スウヰイスー
スウヰイスー（読み方:すうぃいすー、欧字名:Swee Sue）は、日本の競走馬（牝馬）。初の中央競馬牝馬クラシック二冠を達成した。女優の高峰三枝子が馬主として保有していた。
同世代にレダ・クインナルビー（共に天皇賞馬）がいる。
- なお、馬齢については原則旧表記（数え歳）とする。

## 略歴

### 馬名
馬主は「スウヰトスー」（現代の仮名遣いでは「スウィートスー」にあたる）という名で登録するつもりだったが、電話で馬名についての指示を受けた調教師が「ス・ウイ・スー」と聞き間違えたため、「スウヰイスー」で登録されてしまったと言われる。

### 現役時代
東京競馬場の松山吉三郎調教師の下で1951年デビューした。デビュー戦の5万円以下クラスのレースを皮切りに5戦連続で連対するという好成績を残して朝日杯3歳ステークスに出走したが、5着に敗れた。
1952年、牝馬クラシック初戦の桜花賞を当時のレースレコードタイムである1600m・1分38秒3で勝利した。東京優駿出走（8着）や安田賞勝利などを経て優駿牝馬（当時は秋季開催）にも勝利し、初の中央競馬牝馬クラシック二冠馬となった。その直後に施行された菊花賞にも出走し、牡馬を押しのけて2着に入った。また安田賞（現・安田記念）を1952年・1953年に2連覇した。
1953年に大井競馬場の勝又衛調教師の下に移籍した。1954年上半期分までの1年半は資料がなく戦績が不明であるが、1954年夏のワード賞を皮切りに5連勝を含む7連続連対を果たすなど活躍した。競走馬としての通算対戦成績は中央競馬で35戦18勝、地方競馬で16戦9勝（確認された分のみ）。

### 引退後
1955年に現役を引退し、千葉新堀牧場で繁殖牝馬として繋養された。日本軽種馬協会のデータベースには8頭の産駒が登録されているが、このうち最も活躍したのは中央競馬で4勝を挙げたゴールデンビーム（1957年生、牡馬、父ライジングライト）であり、繁殖牝馬としてはあまり実績を残せなかった。
牝系子孫にはキョウワシンザン（小倉3歳ステークス）やグルメフロンティア（フェブラリーステークス）、ムエックス（オグリキャップ記念）などがいる。
3番仔のミスモトコの子孫が日本挽系種の牝系として残っており、2015年のばんえいオークスに勝ったホクショウモモは、牝系を8代遡るとスウヰイスーに至る。

## 血統表
| スウヰイスーの血統（ザテトラーク系 / Ayrshire 5×5=6.25%） | スウヰイスーの血統（ザテトラーク系 / Ayrshire 5×5=6.25%） | スウヰイスーの血統（ザテトラーク系 / Ayrshire 5×5=6.25%） | （血統表の出典）          | （血統表の出典）      |
| 父 * セフト Theft 1932 鹿毛                               | 父の父Tetratema 1917 芦毛                                 | The Tetrarch                                              | Roi Herode                | Roi Herode            |
| 父 * セフト Theft 1932 鹿毛                               | 父の父Tetratema 1917 芦毛                                 | The Tetrarch                                              | Vahren                    |                       |
| 父 * セフト Theft 1932 鹿毛                               | 父の父Tetratema 1917 芦毛                                 | Scotch Gift                                               | Symington                 | Symington             |
| 父 * セフト Theft 1932 鹿毛                               | 父の父Tetratema 1917 芦毛                                 | Scotch Gift                                               | Maund                     |                       |
| 父 * セフト Theft 1932 鹿毛                               | 父の母Voleuse 1920 鹿毛                                   | Volta                                                     | Valence                   | Valence               |
| 父 * セフト Theft 1932 鹿毛                               | 父の母Voleuse 1920 鹿毛                                   | Volta                                                     | Agnes Velasques           |                       |
| 父 * セフト Theft 1932 鹿毛                               | 父の母Voleuse 1920 鹿毛                                   | Sun Worship                                               | Sundridge                 | Sundridge             |
| 父 * セフト Theft 1932 鹿毛                               | 父の母Voleuse 1920 鹿毛                                   | Sun Worship                                               | Doctorine                 |                       |
| 母 武兆 1938 栗毛                                         | 母の父月友 1932 栗毛                                      | Man o'War                                                 | Fair Play                 | Fair Play             |
| 母 武兆 1938 栗毛                                         | 母の父月友 1932 栗毛                                      | Man o'War                                                 | Mahubah                   |                       |
| 母 武兆 1938 栗毛                                         | 母の父月友 1932 栗毛                                      | * 星友 Alzada                                             | Sir Martin                | Sir Martin            |
| 母 武兆 1938 栗毛                                         | 母の父月友 1932 栗毛                                      | * 星友 Alzada                                             | Colna                     |                       |
| 母 武兆 1938 栗毛                                         | 母の母光風 1933 鹿毛                                      | * ブラツクスミス Black Smith                              | Matchmaker                | Matchmaker            |
| 母 武兆 1938 栗毛                                         | 母の母光風 1933 鹿毛                                      | * ブラツクスミス Black Smith                              | Avington Mare             |                       |
| 母 武兆 1938 栗毛                                         | 母の母光風 1933 鹿毛                                      | 華栄                                                      | *チヤペルブラムプトン     | *チヤペルブラムプトン |
| 母 武兆 1938 栗毛                                         | 母の母光風 1933 鹿毛                                      | 華栄                                                      | リツツルフエーム F-No.5-e |                       |

半弟に中山記念、毎日王冠を制したハローモアがいる。